# Programa espacial chino
El programa espacial de la República Popular China es dirigido por la Administración Espacial Nacional China (CNSA). Sus raíces tecnológicas se remontan a finales de los años 1950, cuando China empezó un programa de misil balístico en respuesta a las amenazas recibidas de Estados Unidos (y más tarde de los soviéticos). Sin embargo, el programa para el primer vuelo espacial tripulado chino comenzó varias décadas después, cuando un programa acelerado de desarrollo tecnológico que culminó en Yang Liwei con un vuelo exitoso en 2003 a bordo del Shenzhou 5. Este logro hizo a China el tercer país en enviar humanos al espacio de manera independiente. Mientras que en las primeras posiciones se encuentra Rusia y Estados Unidos. Los planes actualmente incluyen una estación espacial permanente en 2022 y expediciones tripuladas a la Luna.

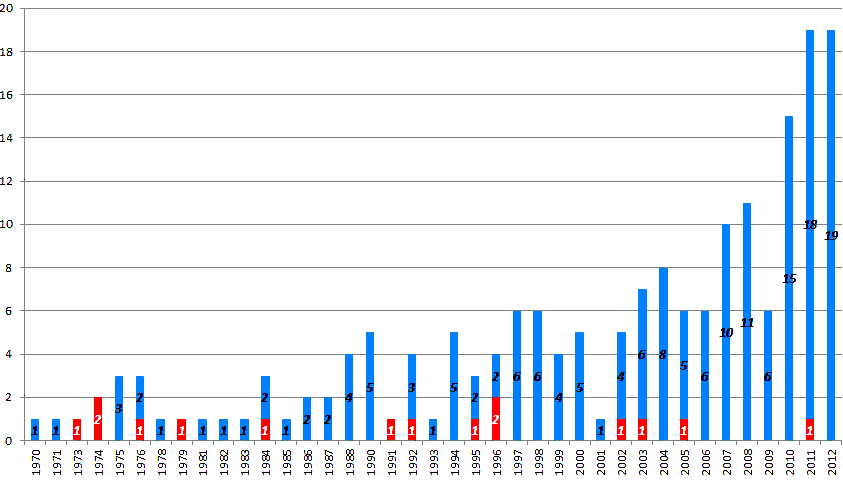
Lanzamientos espaciales chinos entre 1970 y 2012

Otro de los planes futuros es colocar a los primeros astronautas chinos en la luna, además de recolectar muestras mediante sondas para planetas como Marte o Júpiter.
Los funcionarios han articulado ambiciones de largo plazo para explotar el espacio Tierra-Luna para desarrollo industrial. El objetivo sería la construcción de satélites espaciales que funcionen con energía solar que podrían enviar energía a la Tierra.
El programa espacial chino es uno de los más activos, adelantados y exitosos del mundo, con varios logros, avances y registros tanto históricos como actuales.

## Historia y desarrollos recientes

### Durante el periodo de cooperación chino-soviético
Después de que Estados Unidos amenazara a China con utilizar armas nucleares durante la Guerra coreana, el presidente Mao Zedong decidió que solo una estrategia nuclear propia garantizaría la seguridad de la recién creada República Popular China. Además, quería que China tuviera el respeto de las potencias mundiales que —según él—no lo respetaban. A partir de esto decidió implementar su nuevo plan junto con la República de China (lo que hoy es Taiwán).
Así, durante el Comité Central del Partido Comunista de China (CPC) llevado a cabo el 15 de enero de 1955, Mao anunció su decisión de desarrollar un armamento estratégico que incluían bombas nucleares y misiles para ojivas.  El programa de armas nucleares chino estuvo designado bajo el nombre clave de "02".
La Quinta Academia del Ministerio de Defensa Nacional (国防部第五研究院) se fundó el 8 de octubre de 1956, con Qian Xuesen, quién fue deportado de los Estados Unidos tras ser acusado de ser comunista durante el Macartismo cuando era director. La Academia empezó el programa de desarrollo del primer misil balístico, adoptado el 1 de marzo de 1956 y conocido como el primero del Plan Aeroespacial Chino de Doce Años.
Después del lanzamiento de primer satélite artificial de la humanidad, Sputnik 1, por la Unión Soviética el 4 de octubre de 1957, Mao decidió durante el Congreso Nacional del CPC el 17 de mayo de 1958 hacer uno igual en China (“我们也要搞人造卫星”)(necesitamos desarrollar el satélite artificial también), al adoptar el Proyecto 581 con el objetivo de colocar un satélite en órbita en 1959 para celebrar el 10.º aniversario de la fundación de la República Popular China.

Este objetivo sería conseguido en tres fases: desarrollo de cohetes sondas primero, luego lanzando satélites pequeños y en la fase final, satélites grandes.
- La construcción de la primera base de prueba del misil de China, con el nombre clave Base 20 (西北综合导弹试验基地), inició en abril de 1958 y entró en servicio el 20 de octubre del mismo año.
- El primer misil chino se construyó en octubre de 1958 como una copia de ingeniería inversa del misil balístico de corto alcance R-2 (SRBM) soviético, la versión actualizada del cohete alemán V-2. Su alcance era de 590 km y pesaba 20.5 toneladas y estaba propulsado con alcohol y oxígeno líquidos.
- El primer cohete chino, el T-7 se lanzó con éxito desde la base de lanzamiento Nanhui el 19 de febrero de 1960.[15]
- China empezó a desarrollar misiles balísticos de alcance medios (MRBM) en julio de 1960, con un rango aumentado del doble que el R-2.

Durante las cordiales relaciones chino-soviéticas de la década de 1950, la URSS se comprometía en un programa de transferencia de tecnología cooperativo con China bajo el cual entrenarían alumnado chino y proporcionado un programa de iniciación con un ejemplar del cohete R-2. Pero cuando el premier soviético Nikita Jrushchov fue denunciado como revisionista, con Mao afirmando que había habido una contrarrevolución en la Unión Soviética y que el capitalismo había sido restaurado, la relación amistosa entre los dos países se volvió confrontación. Como consecuencia, toda la asistencia tecnológica soviética fue abruptamente retirada después de la Ruptura sino-soviética de 1960.

### Vehículos de lanzamiento
- CZ-5D
- Vehículo de lanzamiento aéreo capaz de colocar 50 kilogramos de carga útil en una órbita SSO de 500 km[16]
- Kaituozhe-2
- Kaituozhe-1 (开拓者一号), KT-1Un (开拓者一号甲), KT-2 (开拓者二号), KT-2Un (开拓者一二甲) nueva clase de vehículo de lanzamiento orbital de propergol sólido.
- Kaituozhe-1B (开拓者一号乙) con adición de dos aceleradores sólidos[17]
- CZ-1D basado en el  CZ-1 pero con un nuevo motor N2O4/UDMH de segunda generación.
- CZ-2E(A) Utilizado para lanzamiento de módulos de estaciones espaciales chinas. Capacidad de carga útil de hasta 14 toneladas en LEO y 9000 (kN) de empuje de despegue desarrollado por 12 motores cohete, con una cofia ampliada de 5.20 m de diámetro y longitud de 12.39 m para acomodar vehículos grandes.[18]
- CZ-2F/G un CZ-2F modificado sin torre de escape, especialmente utilizado para lanzar misiones no tripuladas como el Shenzhou de carga y módulo de laboratorio espacial con capacidad de carga de hasta 11.2 toneladas en LEO.[19]
- CZ-3B(A) el más potente cohete Larga Marcha que utilizan propulsor líquido, con capacidad de carga de hasta 13 toneladas en LEO.
- CZ-3C vehículo Lanzador que combina el núcleo del CZ-3B con dos aceleradores del CZ-2E.
- CZ-5 es la segunda generación de lanzadores más eficaces y propergoles no tóxicos (25 toneladas en LEO)
- CZ-6 o vehículo lanzador pequeño, con corto periodo de preparación del lanzador, bajo costo y alta fiabilidad, para cubrir la necesidad de lanzadores de satélites pequeños hasta 500 kg a órbita SSO de 700 km, primer vuelo en 2010; con Fan Ruixiang (范瑞祥) cuando diseñador jefe del proyecto.[20][21][22]
- CZ-7 utilizado para Fase 4 de Programa de Exploración Lunar (嫦娥-4 工程), base permanente (月面驻留) esperado para 2024; segunda generación de lanzadores pesados para inyección lunar y espacio profundo (70 toneladas en LEO), capaz de soportar el modelo de alunizaje soviético L1/L3.[23]
- Proyecto 921-3: Shenlong, transbordador espacial de segunda generación tripulado.
- El lanzamiento de transbordador espacial asistido por levitación magnética de segunda generación tripulado, con nave espacial reutilizable.
- CZ-9
- CZ-11

### Exploración espacial
- Proyecto 921-1: Shenzhou
- Proyecto 921-11-X-11
- Proyecto 921-2: Laboratorio Espacial Chino y Estación Espacial Permanente China, en el corto plazo y posterior ocupación permanente[24][25]
- Shenzhou de carga (货运飞船)— Versión no tripulada de la Shenzhou para abastecer la Estación Espacial Permanente china y regresar cargamento a la Tierra
- Tianzhou - Nave de carga no tripulada para abastecer la Estación Espacial Permanente china basada en el diseño de Tiangong-1, no destinada para su reingreso, pero utilizable para eliminación de basura.[26][27]
- Programa Chino de Exploración Lunar
  - Primera fase programa lunar (嫦娥-1 工程)—lanzado en 2007 con CZ-3A: dos sondas orbitales lunares no tripuladas.
  - Segunda fase programa lunar (嫦娥-2 工程)—lanzó en 2013 con CZ-5/E: primer alunizaje de un par de rovers.
  - Tercera fase programa lunar (嫦娥-3 工程)—para ser lanzado en 2017 con CZ-5/E: alunizaje y regreso de muestras.
  - Cuarta fase programa lunar (嫦娥-4 工程)—para ser lanzado en 2024 con CZ-7: misión tripulada y bases permanentes (月面驻留).[28]
- Exploración china de Marte—El Yinghuo-1 orbitador lanzado en noviembre de 2011 en la misión conjunta con Rusia Fobos-Grunt, pero falló en abandonar la órbita de Tierra y quedó destruido durante un reingreso el 15 de enero de 2012. Las misiones previstas más lejanas incluyen rover landers y posibles misiones tripuladas en el futuro lejano. Anatoly Perminov, jefe de la Agencia Espacial Federal Rusa reveló en septiembre de 2006 en RIA Novosti que China estuvo a punto de firmar un contrato a finales de 2006 para participar en el proyecto ruso Fobos-Grunt para traer muestras de Fobos, una de las dos lunas de Marte.[29] La misión también recogerá muestras de Marte, según Xinhua.[30] Cinco décadas después de la primera misión americana a Marte, el Diario del Pueblo anunció que China por fin estaba "técnicamente a punto de explorar Marte".[31]
- Exploración espacial profunda—nave espacial a través del sistema solar.
- Nave tripulada de nueva generación

## Investigación
El Centro para Ciencia Espacial e Investigación Aplicada (CSSAR), fue fundado en 1987 al fusionar el anterior Instituto de Física Espacial (el Instituto de la geofísica aplicada fundado en 1958) y el Centro para Tecnología y Ciencia Espaciales (fundado en 1978). Los campos de búsqueda de CSSAR principalmente cubren: tecnología de ingeniería espacial; estudios del clima, investigación y pronóstico; sensores remotos de microondas y tecnologías de información.